# Санкт-Петербургский международный молодёжный кинофестиваль

Официальная эмблема молодёжного кинофестиваля

Санкт-Петербургский международный молодёжный кинофестиваль — ежегодный фестиваль, посвященный фильмам молодых режиссёров (не старше 29 лет). Фестиваль проводится в Санкт-Петербурге с 2008 года. Организатор фестиваля — арт-центр «Insight In».

## О фестивале
Идея фестиваля родилась у двух студентов Санкт-Петербургского Государственного университета информационных технологий, механики и оптики в 2005 году. Изначально фестиваль задумывался как межвузовский конкурс. В течение трех лет велась работа по подготовке проекта к реализации. И в 2008 году, благодаря поддержке СПбГУ ИТМО и Комитета по молодёжной политике Санкт-Петербурга, фестиваль состоялся. В первом фестивале приняли участие более 100 работ молодых режиссёров из 20 стран мира.

## Конкурс
Для участия в конкурсе принимаются игровые, документальные, анимационные короткометражные фильмы.
Фильмы, которые не удовлетворяют одному или нескольким критериям участия в конкурсе, принимаются на рассмотрение для участия во внеконкурсной программе.

## Призы
- За лучший фильм
- Лучший документальный фильм
- Специальный приз жюри
- За лучшую режиссуру
- Приз прессы

## Жюри
- Кирилл Разлогов
- Елена Яцура
- Катя Шагалова
- Владислав Пастернак
- Татьяна Шорохова
- Тельман Акавов